# Luis Rioja
 (juillet 2024).
Si vous disposez d'ouvrages ou d'articles de référence ou si vous connaissez des sites web de qualité traitant du thème abordé ici, merci de compléter l'article en donnant les références utiles à sa vérifiabilité et en les liant à la section « Notes et références ».
Luis Jesús Rioja González , plus communément appelé Luis Rioja, né le 16 octobre 1993 à Las Cabezas de San Juan en Espagne, est un footballeur espagnol qui évolue actuellement au poste de d'aillier au Valence CF.